# سانیو
سانیو (به ژاپنی: 三洋電機株式会社) شرکت صنایع الکترونیکی ژاپنی است، که در سال ۱۹۴۹ توسط یکی از کارکنان شرکت ماتسوشیتا، بنام توشیو ایو و با پشتیبانی کونوسوکه ماتسوشیتا (بنیانگذار پاناسونیک) که برادر زن وی بود، تأسیس شد. در دسامبر ۲۰۰۹ شرکت پاناسونیک اقدام به خریداری ۵۰٫۲٪ درصد از سهام شرکت سانیو، به ارزش ۴۰۰ میلیارد ین، (معادل ۴٫۵ میلیارد دلار) نمود و در ژوئیه ۲۰۱۰ نیز با خرید سهم باقی‌مانده سانیو، این شرکت را به تملک خود درآورد.